# Scytodes gooldi
Espèce
Scytodes gooldi est une espèce d'araignées aranéomorphes de la famille des Scytodidae.

## Distribution
Cette espèce est endémique du Cap-Occidental en Afrique du Sud.

## Description
La femelle mesure 5 mm.

## Étymologie
Cette espèce est nommée en l'honneur de J. E. C. Goold.

## Publication originale
- Purcell, 1904 : Descriptions of new genera and species of South African spiders. Transactions of the South African Philosophical Society, vol. 15, p. 115-173 (texte intégral).